# 贺知义
帕特里克·斯图尔特·霍奇，霍奇勋爵，樞密院顧問官（英語：Patrick Stewart Hodge, Lord Hodge；1953年5月19日—），是一位苏格兰律师，现任英国最高法院副院长。

## 早年生平
贺知义在伯斯郡的皮特洛赫里公学和格兰诺蒙德三一学院完成学业，后进入剑桥大学基督圣体学院修读历史，以一等荣誉文学士学位毕业；在爱丁堡大学法学院修读法学士学位，以优异成绩毕业。随后，他于1975-1978年间在蘇格蘭事務部担任公职。1983年，加入苏格兰大律师公会。

## 司法生涯
贺知义于1989起在英国能源部担任常设初级律师，随后于1991年期间转任英国国内税务局的常设初级律师，直至1996年成为御用大律師。作为御用大律师，他主要处理商法、司法复核和产权法相关案件。同时，他也在1997-2003年期间兼任苏格兰法律委员会委员，在2000-2005年期间担任澤西及根西的上訴法院出任非全職法官以及蘇格蘭最高民事法院法官。
2005年，他被任命为苏格兰司法院法官，并获尊称霍奇勋爵。如所有苏格兰出身的英国最高法院法官，他在苏格兰的高等法院和高等民事法院均有职位，但此外，他还担任高等民事法院下的国库法官。
2013年10月1日，贺知义勋爵继任霍普勋爵成为英国最高法院法官。2020年1月27日，在韋彥德勳爵成为院长后，他被任命为最高法院副院长。
2020年10月，香港行政長官林鄭月娥接納司法人員推薦委員會建議，將在立法會來年度一般會期開始後徵得立法會同意，任命他為終審法院非常任法官。
2022年3月30日，英國最高法院宣布他和英國最高法院院長韋彥德即時辭去香港終審法院非常任法官職務。

## 私人生活
贺知义在1983年与佩内洛普·简·维金（英語：Penelope Jane Wigin）结婚，并育有两儿一女。他爱好喜剧和滑雪，且是爱丁堡布倫茨菲爾德林克斯高尔夫协会的一名会员。他自1998年起担任爱丁堡默切斯顿中学的督学。